# Antônio Olinto (Paraná)
Antônio Olinto is een gemeente in de Braziliaanse deelstaat Paraná. De gemeente telt 7.750 inwoners (schatting 2009).

## Aangrenzende gemeenten
De gemeente grenst aan Lapa, São João do Triunfo, São Mateus do Sul en Mafra (SC).